# Gongora ileneana
Gongora ileneana är en orkidéart som beskrevs av Günter Gerlach och Heider. Gongora ileneana ingår i släktet Gongora och familjen orkidéer.
Artens utbredningsområde är Bolivia. Inga underarter finns listade i Catalogue of Life.